# Stazione meteorologica di Arezzo Molin Bianco
La stazione meteorologica di Arezzo Molin Bianco è la stazione meteorologica di riferimento per il Servizio Meteorologico dell'Aeronautica Militare e per l'Organizzazione Mondiale della Meteorologia relativa alla città di Arezzo.

## Caratteristiche
La stazione meteorologica è situata nell'Italia centrale, in Toscana, presso l'aeroporto Molin Bianco di Arezzo a 248 metri s.l.m. e alle coordinate geografiche 43°27′34.81″N 11°50′44.5″E.
Oltre a svolgere funzioni di assistenza alla navigazione aerea, la stazione effettua osservazioni orarie sullo stato del cielo (nuvolosità in chiaro) e su temperatura, precipitazioni, umidità relativa, pressione atmosferica con valore normalizzato al livello del mare, direzione e velocità del vento.

## Medie climatiche ufficiali

### Dati climatologici 1971-2000
In base alle medie climatiche del trentennio 1971-2000, le più recenti attualmente in uso, la temperatura media del mese più freddo, gennaio, è di 4,6 °C, mentre quella del mese più caldo, agosto, è di 22,2 °C; mediamente si contano 63 giorni di gelo all'anno e 42 giorni annui con temperatura massima uguale o superiore a 30 °C. Nel trentennio esaminato, i valori estremi di temperatura sono i +40,3 °C del luglio 1983 e i -20,2 °C del gennaio 1985.
Le precipitazioni medie annue si attestano a 802 mm (valore maggiore della media 1961-1990), mediamente distribuite in 87 giorni, con minimo relativo in estate, picco in autunno e massimo secondario in primavera.
L'umidità relativa media annua fa registrare il valore di 70,7% con minimo di 63% ad agosto e massimo di 79% a dicembre; mediamente si contano 36 giorni annui con episodi nebbiosi.
Di seguito è riportata la tabella con le medie climatiche e i valori massimi e minimi assoluti registrati nel trantennio 1971-2000 e pubblicati nell'Atlante Climatico d'Italia del Servizio Meteorologico dell'Aeronautica Militare relativo al medesimo trentennio.

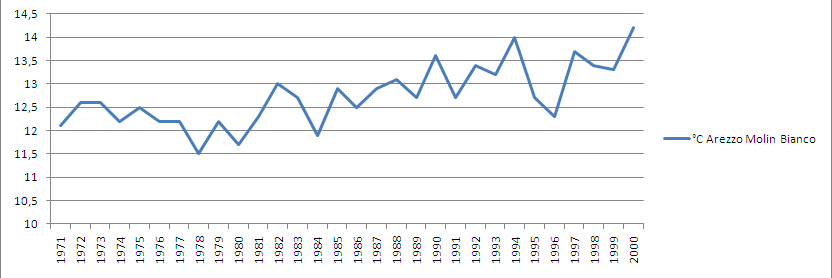
Andamento della temperatura media dal 1971 al 2000

| Arezzo Molin Bianco (1971-2000) | Mesi         | Mesi         | Mesi        | Mesi        | Mesi        | Mesi        | Mesi        | Mesi        | Mesi        | Mesi        | Mesi        | Mesi         | Stagioni | Stagioni | Stagioni | Stagioni | Anno  |
| Arezzo Molin Bianco (1971-2000) | Gen          | Feb          | Mar         | Apr         | Mag         | Giu         | Lug         | Ago         | Set         | Ott         | Nov         | Dic          | Inv      | Pri      | Est      | Aut      | Anno  |
| ------------------------------- | ------------ | ------------ | ----------- | ----------- | ----------- | ----------- | ----------- | ----------- | ----------- | ----------- | ----------- | ------------ | -------- | -------- | -------- | -------- | ----- |
| T. max. media (°C)              | 9,1          | 10,7         | 14,0        | 16,8        | 22,3        | 26,1        | 30,0        | 30,2        | 25,4        | 19,4        | 13,1        | 9,5          | 9,8      | 17,7     | 28,8     | 19,3     | 18,9  |
| T. min. media (°C)              | 0,0          | 0,5          | 2,2         | 4,7         | 8,5         | 11,6        | 13,9        | 14,1        | 11,1        | 7,6         | 3,3         | 1,0          | 0,5      | 5,1      | 13,2     | 7,3      | 6,5   |
| T. max. assoluta (°C)           | 17,4 (1994)  | 22,0 (1991)  | 24,4 (1989) | 27,0 (1992) | 30,4 (1997) | 35,2 (1982) | 40,3 (1983) | 39,2 (1971) | 34,4 (1975) | 30,0 (1990) | 22,6 (1985) | 18,0 (1989)  | 22,0     | 30,4     | 40,3     | 34,4     | 40,3  |
| T. min. assoluta (°C)           | −20,2 (1985) | −20,0 (1991) | −8,7 (1987) | −4,0 (1973) | −0,5 (1982) | 3,6 (1975)  | 4,8 (1971)  | 5,8 (1995)  | 0,5 (1995)  | −3,2 (1974) | −8,0 (1973) | −15,0 (1996) | −20,2    | −8,7     | 3,6      | −8,0     | −20,2 |
| Giorni di calura (Tmax ≥ 30 °C) | 0            | 0            | 0           | 0           | 0           | 5           | 17          | 17          | 3           | 0           | 0           | 0            | 0        | 0        | 39       | 3        | 42    |
| Giorni di gelo (Tmin ≤ 0 °C)    | 15           | 14           | 9           | 3           | 0           | 0           | 0           | 0           | 0           | 1           | 8           | 13           | 42       | 12       | 0        | 9        | 63    |
| Precipitazioni (mm)             | 46,6         | 51,3         | 58,7        | 75,5        | 72,8        | 56,9        | 41,2        | 44,7        | 81,1        | 95,5        | 106,6       | 70,6         | 168,5    | 207,0    | 142,8    | 283,2    | 801,5 |
| Giorni di pioggia               | 7            | 7            | 7           | 9           | 9           | 7           | 4           | 5           | 7           | 8           | 9           | 8            | 22       | 25       | 16       | 24       | 87    |
| Giorni di nebbia                | 7            | 3            | 2           | 1           | 1           | 0           | 0           | 0           | 2           | 6           | 7           | 7            | 17       | 4        | 0        | 15       | 36    |
| Umidità relativa media (%)      | 77           | 72           | 68          | 69          | 69          | 67          | 64          | 63          | 67          | 75          | 78          | 79           | 76       | 68,7     | 64,7     | 73,3     | 70,7  |

### Dati climatologici 1961-1990
In base alla media trentennale di riferimento 1961-1990, ancora in uso per l'Organizzazione meteorologica mondiale e attualmente definita Climate Normal (CLINO), la temperatura media del mese più freddo, gennaio, si attesta attorno ai +4 °C; quella del mese più caldo, luglio e agosto, è di +21,6 °C ma con elevatissima escursione termica giornaliera. Mediamente, si contano 63 giorni di gelo all'anno. Nel medesimo trentennio, la temperatura minima assoluta ha toccato i -20,2 °C nel gennaio 1985 (media delle minime assolute annue di -9,0 °C), mentre la massima assoluta ha fatto registrare i +40,5 °C nel luglio 1962 (media delle massime assolute annue di +35,7 °C).
La nuvolosità media annua fa registrare il valore di 4,5 okta giornalieri, con minimo di 3 okta giornalieri a luglio e massimi di 5,1 okta giornalieri a gennaio, ad aprile, a novembre e a dicembre.
Le precipitazioni medie annue, di poco superiori ai 700 mm e concentrate mediamente in 83 giorni, si presentano con un picco autunnale ed un massimo secondario in primavera inoltrata.
L'umidità relativa media annua si attesta a 72% con minimo di 66% ad agosto e massimo di 79% a dicembre.

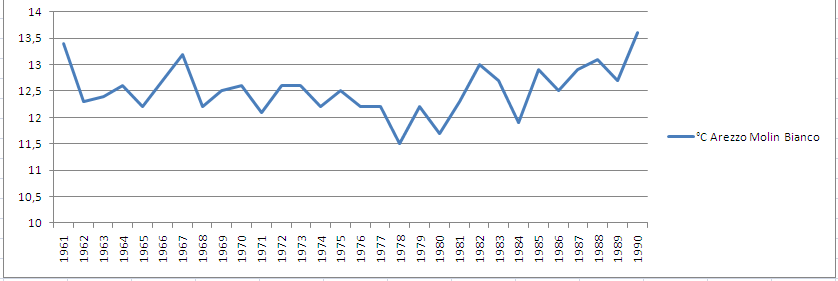
Andamento della temperatura media dal 1961 al 1990

| Arezzo Molin Bianco (1961-1990) | Mesi         | Mesi         | Mesi        | Mesi        | Mesi        | Mesi        | Mesi        | Mesi        | Mesi        | Mesi        | Mesi        | Mesi        | Stagioni | Stagioni | Stagioni | Stagioni | Anno  |
| Arezzo Molin Bianco (1961-1990) | Gen          | Feb          | Mar         | Apr         | Mag         | Giu         | Lug         | Ago         | Set         | Ott         | Nov         | Dic         | Inv      | Pri      | Est      | Aut      | Anno  |
| ------------------------------- | ------------ | ------------ | ----------- | ----------- | ----------- | ----------- | ----------- | ----------- | ----------- | ----------- | ----------- | ----------- | -------- | -------- | -------- | -------- | ----- |
| T. max. media (°C)              | 8,5          | 10,2         | 13,3        | 16,8        | 21,6        | 25,6        | 29,6        | 29,1        | 25,4        | 19,5        | 13,4        | 9,1         | 9,3      | 17,2     | 28,1     | 19,4     | 18,5  |
| T. min. media (°C)              | −0,4         | 0,9          | 2,3         | 4,8         | 8,2         | 11,4        | 13,6        | 13,6        | 11,0        | 7,4         | 3,6         | 1,0         | 0,5      | 5,1      | 12,9     | 7,3      | 6,5   |
| T. max. assoluta (°C)           | 17,3 (1965)  | 21,0 (1990)  | 24,4 (1989) | 30,2 (1961) | 30,4 (1986) | 36,0 (1962) | 40,5 (1962) | 39,6 (1962) | 36,2 (1962) | 30,0 (1990) | 23,4 (1968) | 18,0 (1989) | 21,0     | 30,4     | 40,5     | 36,2     | 40,5  |
| T. min. assoluta (°C)           | −20,2 (1985) | −11,6 (1963) | −9,0 (1968) | −4,9 (1970) | −3,1 (1962) | 0,8 (1962)  | 4,8 (1971)  | 6,0 (1978)  | 0,8 (1977)  | −3,7 (1970) | −8,0 (1973) | −9,0 (1988) | −20,2    | −9,0     | 0,8      | −8,0     | −20,2 |
| Giorni di gelo (Tmin ≤ 0 °C)    | 16           | 13           | 9           | 3           | 0           | 0           | 0           | 0           | 0           | 1           | 8           | 13          | 42       | 12       | 0        | 9        | 63    |
| Nuvolosità (okta al giorno)     | 5,1          | 5,0          | 4,9         | 5,1         | 4,7         | 4,3         | 3,0         | 3,4         | 3,7         | 4,1         | 5,1         | 5,1         | 5,1      | 4,9      | 3,6      | 4,3      | 4,5   |
| Precipitazioni (mm)             | 59,7         | 54,6         | 59,4        | 61,7        | 64,7        | 52,4        | 36,8        | 50,9        | 61,8        | 74,6        | 92,5        | 71,8        | 186,1    | 185,8    | 140,1    | 228,9    | 740,9 |
| Giorni di pioggia               | 7            | 7            | 8           | 8           | 8           | 7           | 4           | 5           | 5           | 7           | 8           | 8           | 22       | 24       | 16       | 20       | 82    |
| Umidità relativa media (%)      | 78           | 74           | 69          | 69          | 70          | 68          | 67          | 66          | 70          | 76          | 78          | 79          | 77       | 69,3     | 67       | 74,7     | 72    |

### Dati climatologici 1951-1980

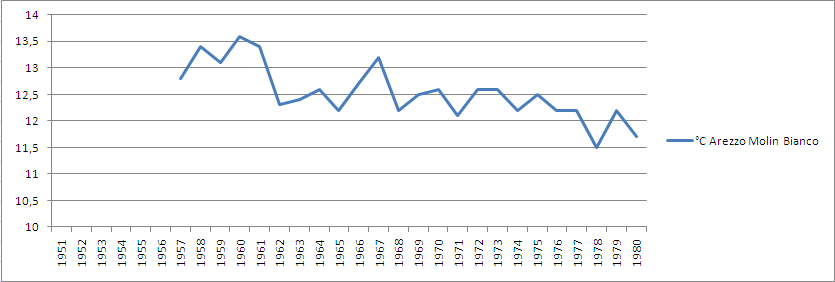
Andamento della temperatura media dal 1951 al 1980 (inizio della serie temporale nel 1957)

In base alle medie climatiche 1951-1980, effettivamente elaborate a partire dal 1957, la temperatura media del mese più caldo, luglio, si attesta a +21,1 °C, mentre la temperatura media del mese più freddo, gennaio, fa registrare il valore di +4,3 °C.
Nel trentennio esaminato, la temperatura massima più elevata di +40,5 °C risale al luglio 1962, mentre la temperatura minima più bassa di -17,8 °C fu registrata nel gennaio 1968.
| Arezzo Molin Bianco (1951-1980) | Mesi         | Mesi         | Mesi        | Mesi        | Mesi        | Mesi        | Mesi        | Mesi        | Mesi        | Mesi        | Mesi        | Mesi        | Stagioni | Stagioni | Stagioni | Stagioni | Anno  |
| Arezzo Molin Bianco (1951-1980) | Gen          | Feb          | Mar         | Apr         | Mag         | Giu         | Lug         | Ago         | Set         | Ott         | Nov         | Dic         | Inv      | Pri      | Est      | Aut      | Anno  |
| ------------------------------- | ------------ | ------------ | ----------- | ----------- | ----------- | ----------- | ----------- | ----------- | ----------- | ----------- | ----------- | ----------- | -------- | -------- | -------- | -------- | ----- |
| T. max. media (°C)              | 8,5          | 10,6         | 13,1        | 16,6        | 21,4        | 25,7        | 29,2        | 28,8        | 24,8        | 19,1        | 13,5        | 9,1         | 9,4      | 17,0     | 27,9     | 19,1     | 18,4  |
| T. min. media (°C)              | 0,0          | 1,6          | 2,7         | 4,7         | 8,0         | 11,3        | 13,0        | 13,2        | 10,6        | 7,1         | 4,2         | 1,3         | 1,0      | 5,1      | 12,5     | 7,3      | 6,5   |
| T. max. assoluta (°C)           | 17,3 (1965)  | 20,0 (1976)  | 22,2 (1961) | 30,2 (1961) | 30,2 (1979) | 36,0 (1962) | 40,5 (1962) | 39,8 (1958) | 36,2 (1962) | 30,0 (1962) | 23,4 (1968) | 16,9 (1979) | 20,0     | 30,2     | 40,5     | 36,2     | 40,5  |
| T. min. assoluta (°C)           | −17,8 (1968) | −11,6 (1963) | −9,0 (1968) | −4,9 (1970) | −3,1 (1962) | 0,8 (1962)  | 4,8 (1971)  | 6,0 (1978)  | 0,8 (1977)  | −3,7 (1970) | −8,0 (1973) | −9,0 (1988) | −17,8    | −9,0     | 0,8      | −8,0     | −17,8 |

## Valori estremi

### Temperature estreme mensili dal 1957 ad oggi
Nella tabella sottostante sono riportate le temperature massime e minime assolute mensili, stagionali ed annuali dal 1957 ad oggi, con il relativo anno in cui si queste si sono registrate: la minima assoluta ha toccato i -20,2 °C nel gennaio 1985, mentre la massima assoluta ha fatto registrare i +40,5 °C nel luglio 1962.
| Arezzo Molin Bianco (1957-2024) | Mesi         | Mesi         | Mesi         | Mesi        | Mesi        | Mesi        | Mesi        | Mesi        | Mesi        | Mesi        | Mesi        | Mesi         | Stagioni | Stagioni | Stagioni | Stagioni | Anno  |
| Arezzo Molin Bianco (1957-2024) | Gen          | Feb          | Mar          | Apr         | Mag         | Giu         | Lug         | Ago         | Set         | Ott         | Nov         | Dic          | Inv      | Pri      | Est      | Aut      | Anno  |
| ------------------------------- | ------------ | ------------ | ------------ | ----------- | ----------- | ----------- | ----------- | ----------- | ----------- | ----------- | ----------- | ------------ | -------- | -------- | -------- | -------- | ----- |
| T. max. assoluta (°C)           | 18,2 (2024)  | 22,4 (2021)  | 26,0 (2021)  | 30,2 (1961) | 36,0 (2009) | 38,9 (2022) | 40,5 (1962) | 40,4 (2017) | 36,2 (1962) | 31,3 (2023) | 23,4 (2004) | 20,3 (2023)  | 22,4     | 36,0     | 40,5     | 36,2     | 40,5  |
| T. min. assoluta (°C)           | −20,2 (1985) | −20,0 (1991) | −10,0 (2005) | −5,4 (2003) | −3,1 (1962) | 0,8 (1962)  | 4,8 (1971)  | 5,8 (1995)  | 0,5 (1995)  | −3,7 (1970) | −8,0 (1973) | −15,0 (1996) | −20,2    | −10,0    | 0,8      | −8,0     | −20,2 |

### Temperature estreme decadali dal 1957 in poi
Di seguito sono riportate le temperature estreme decadali registrate dal 1957 in poi, con la relativa data in cui si sono verificate.
| Decadi          | Temperature massime assolute e relative date      | Temperature minime assolute e relative date       |
| --------------- | ------------------------------------------------- | ------------------------------------------------- |
| 1°-10 gennaio   | +17,4 °C l'8 gennaio 1994                         | -15,7 °C il 10 gennaio 1985                       |
| 11-20 gennaio   | +18,2 °C il 18 gennaio 2024                       | -20,2 °C l'11 gennaio 1985                        |
| 21-31 gennaio   | +17,3 °C il 31 gennaio 1965                       | -10,5 °C il 26 gennaio 1963                       |
| 1°-10 febbraio  | +19,2 °C l'8 febbraio 1989                        | -20,0 °C il 7 febbraio 1991                       |
| 11-20 febbraio  | +18,7 °C il 18 febbraio 1961                      | -9,0 °C il 14 febbraio 2012                       |
| 21-29 febbraio  | +22,4 °C il 24 febbraio 2021                      | -9,8 °C il 28 febbraio 2018                       |
| 1°-10 marzo     | +23,4 °C il 10 marzo 1994                         | -10,0 °C il 2 marzo 2005                          |
| 11-20 marzo     | +24,0 °C l'11 marzo 1994                          | -9,0 °C il 15 marzo 1968                          |
| 21-31 marzo     | +26,0 °C il 31 marzo 2021                         | -5,3 °C il 31 marzo 1966                          |
| 1°-10 aprile    | +30,2 °C l'8 aprile 1961                          | -5,4 °C l'8 aprile 2003                           |
| 11-20 aprile    | +27,2 °C il 18 e 19 aprile 2013                   | -5,0 °C il 18 aprile 1997                         |
| 21-30 aprile    | +28,8 °C il 28 aprile 2012                        | -2,8 °C il 22 aprile 1973                         |
| 1°-10 maggio    | +30,4 °C l'8 maggio 1988 e il 6 maggio 2003       | -3,1 °C il 2 maggio 1962                          |
| 11-20 maggio    | +31,4 °C il 19 maggio 2009                        | +0,6 °C il 14 maggio 1973                         |
| 21-31 maggio    | +36,0 °C il 25 maggio 2009                        | +1,0 °C il 28 maggio 1991                         |
| 1°-10 giugno    | +34,4 °C l'8 giugno 2003                          | +0,8 °C il 7 giugno 1962                          |
| 11-20 giugno    | +36,4 °C il 12 giugno 2003                        | +2,2 °C l'11 giugno 1962                          |
| 21-30 giugno    | +38,9 °C il 27 giugno 2022                        | +5,0 °C il 30 giugno 1991                         |
| 1°-10 luglio    | +37,9 °C il 4 luglio 2022                         | +4,8 °C il 2 luglio 1971                          |
| 11-20 luglio    | +40,0 °C il 18 luglio 2007                        | +6,6 °C il 12 luglio 1969                         |
| 21-31 luglio    | +40,5 °C il 26 luglio 1962                        | +6,8 °C il 24 luglio 1960                         |
| 1°-10 agosto    | +40,4 °C il 3 agosto 2017                         | +7,0 °C il 9 agosto 1962                          |
| 11-20 agosto    | +39,6 °C il 14 agosto 1962                        | +6,2 °C il 20 agosto 1968                         |
| 21-31 agosto    | +39,0 °C il 21 agosto 2012                        | +5,8 °C il 29 agosto 1995                         |
| 1°-10 settembre | +35,4 °C il 6 settembre 2006                      | +2,8 °C il 1º settembre 1978 e l'8 settembre 1996 |
| 11-20 settembre | +36,2 °C il 12 settembre 1962                     | +2,8 °C il 17 settembre 1957                      |
| 21-30 settembre | +34,0 °C il 21 settembre 1961                     | +0,5 °C il 30 settembre 1995                      |
| 1°-10 ottobre   | +31,3 °C il 2 ottobre 2023                        | -0,9 °C il 5 ottobre 1972                         |
| 11-20 ottobre   | +30,0 °C il 12 ottobre 1990                       | -2,1 °C il 18 ottobre 1971                        |
| 21-31 ottobre   | +25,6 °C il 23 ottobre 2019                       | -3,7 °C il 25 ottobre 1970                        |
| 1°-10 novembre  | +23,4 °C il 2 novembre 1968 e il 1º novembre 2004 | -6,2 °C il 6 novembre 1995                        |
| 11-20 novembre  | +21,4 °C il 16 novembre 2002                      | -7,5 °C il 16 novembre 1983                       |
| 21-30 novembre  | +20,2 °C il 27 novembre 2002                      | -8,0 °C il 29 novembre 1973                       |
| 1°-10 dicembre  | +20,3 °C il 1º dicembre 2023                      | -7,7 °C il 10 dicembre 1980                       |
| 11-20 dicembre  | +18,0 °C il 18 dicembre 1989                      | -12,4 °C il 20 dicembre 2009                      |
| 21-31 dicembre  | +17,2 °C il 24 dicembre 2009                      | -15,0 °C il 30 dicembre 1996                      |